# Olavi Korhonen
Kauko Olavi Korhonen, född 8 maj 1938 i Finland, är professor emeritus i samiska och präst. Han har vinnlagt sig om samiskt ordboksarbete. Åren 1970–1974 var han kyrkoherde för samer.